# Thyrsacanthus microphyllus
Thyrsacanthus microphyllus är en akantusväxtart som beskrevs av A.L.A.Côrtes och Rapini. Thyrsacanthus microphyllus ingår i släktet Thyrsacanthus och familjen akantusväxter. Inga underarter finns listade i Catalogue of Life.